# Julien Schepens
Julien Schepens (Anzegem, Flandes Occidental, 19 de desembre de 1935 - Nokere, 16 d'agost de 2006) va ser un ciclista belga que fou professional entre 1956 i 1962. Durant la seva carrera professional aconseguí una vintena de victòries, entre les quals destaca una etapa al Tour de França de 1960. Aquesta victòria li va servir per vestir el mallot groc durant una etapa.
Anteriorment, en categories inferiors, havia aconseguit tres campionats de Bèlgica individuals i dos de clubs, entre d'altres moltes victòries.

## Palmarès
- 1955
  - Vencedor de 2 etapes a la Volta a Bèlgica amateur
- 1956
  - 1r de la classificació per punts del Tour del Sud-est
- 1957
  - Vencedor d'una etapa del Critèrium de Beernem
  - Vencedor de dues etapes dels 4 dies de Duinkerke
  - Vencedor de dues etapes del Tour de l'Oest
  - Vencedor d'una etapa de la París-Niça
  - Vencedor d'una etapa del Trofeu de les 3 Nacions
- 1958
  - Campió de Bèlgica de clubs
  - Campió de Flandes Occidental interclubs
- 1959
  - Vencedor d'una etapa de A Través de Bèlgica
- 1960
  - 1r del Gran Premi de la Banca de Roulers
  - 1r del Circuit de les 3 Províncies a Avelgem
  - 1r del Omloop Mandel-Leie-Schelde
  - Vencedor d'una etapa del Tour de l'Oise
  - Vencedor d'una etapa dels Quatre dies de Dunkerque
  - Vencedor d'una etapa al Tour de França
- 1962
  - 1r al Gran Premi de Denain

### Resultats al Tour de França
- 1960. Abandona (7a etapa). Vencedor d'una etapa. Porta el mallot groc durant una etapa